# Nicolaas Wilhelmus Posthumus

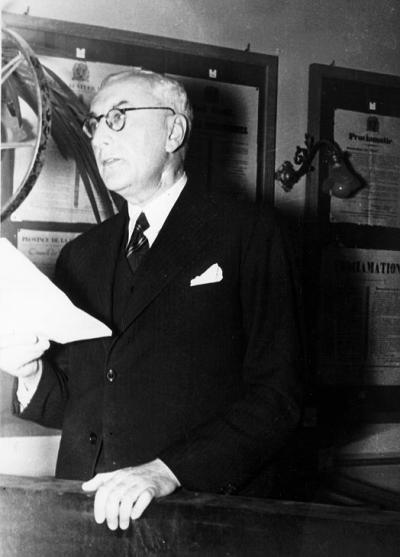
Nicolaas Wilhelmus Posthumus

Nicolaas Wilhelmus Posthumus (* 26. Februar 1880 in Amsterdam; † 18. April 1960 in Bussum) war ein niederländischer Wirtschaftshistoriker und Archivar. 

## Leben
Geboren als Sohn von Nicolaas Wilhelmus Posthumus und Huibertje IJzerman, studierte er zunächst Rechtswissenschaften. Mit Gründung der Hochschule war er von 1913 bis 1921 Professor für Wirtschaftsgeschichte an der Niederländischen Handels-Hochschule in Rotterdam. Ab 1914 war er außerdem Sekretär des Vereins „Niederländisches Ökonomisch-Historisches Archiv“ in Den Haag. 1922 wurde er dann Dozent an der Fakultät Letteren en Wijsbegeerte der Universität von Amsterdam. 1932 gründete er dort die „Ökonomisch-Historische Bibliothek“.
Im Jahr 1935 gründete Posthumus in Amsterdam das Internationaal Instituut voor Sociale Geschiedenis (IISG), finanziert von der sozialdemokratischen Arbeiterversicherung „De Centrale“. Er wollte politisch bedrohte Archiv- und Bibliotheksbestände vor allem aus Deutschland, Österreich und Spanien retten, die der historischen Sozialismus-Forschung dienen. Dazu gehörte das Parteiarchiv der Sozialdemokratischen Partei Deutschlands mit Nachlässen von Karl Marx und Friedrich Engels. In den Räumen war auch das „Internationale Archiv für die Frauenbewegung“ untergebracht.
Nach dem Zweiten Weltkrieg gründete er das Nederlands Instituut voor Oorlogsdocumentatie, wo er bis 1949 Vorsitzender im Direktorium war.
Seit 1945 war er Mitglied der Königlich Niederländischen Akademie der Wissenschaften.

## Werke
- De geschiedenis van de Leidsche lakenindustrie. Nijhoff, 'sGravenhage 1908. (Amsterdam, Univ., Diss., 1908)
- Bronnen tot de Geschiedenis van de Leidsche Textielnijverheid. 2 Bde., Nijhoff, 'sGravenhage 1910–1911.
- Bescheiden betreffende de provinciale organisatie der Hollandsche lakenbereiders. Müller, Amsterdam 1917.
- (Hrsg.): Documenten betreffende de buitenlandsche handelspolitiek van Nederland in de negentiende eeuw. 2 Bde., Nijhoff, 'sGravenhage 1919–1931.
- (Hrsg.): De nationale organisatie der lakenkoopers tijdens de republiek. Kemink, Utrecht 1927.
- Nederlandsche prijsgeschiedenis. Brill, Leiden 1943.
- Inquiry into the history of prices in Holland. Brill, Leiden 1946.
- De oosterse handel te Amsterdam. Net oudst bewaarde koopmansboek van een Amsterdamse vennostschap betreffende de handel op de Oostzee 1485-1490. Brill, Leiden 1953.